# Danh sách tên ký hiệu của NATO cho tên lửa không đối không
Tên ký hiệu của NATO cho loạt tên lửa không đối không là AA, với các vũ khí Xô Viết và Trung Quốc:

## Tên lửa không đối không của Liên Xô
- AA-1 "Alkali" (Kaliningrad K-5)
- AA-2 "Atoll" (Vympel K-13)
- AA-3 "Anab" (Kaliningrad K-8)
- AA-4 "Awl" (Raduga K-9)
- AA-5 "Ash" (Bisnovat R-4)
- AA-6 "Acrid" (Bisnovat R-40)
- AA-7 "Apex" (Vympel R-23)
- AA-8 "Aphid" (Molniya R-60)
- AA-9 "Amos" (Vympel R-33)
- AA-10 "Alamo" (Vympel R-27)
- AA-11 "Archer" (Vympel R-73)
- AA-12 "Adder" (Vympel R-77)
- AA-X-13 "Arrow" (Vympel R-37)
- - chưa có thông tin - (Novator KS-172)

## Tên lửa không đối không của Trung Quốc
- CH-AA-7 (PL-12)[1]
- CH-AA-9 (PL-10)[1]
- CH-AA-10A (PL-15)